# Albert Władysław Radziwiłł
Ne doit pas être confondu avec Albert Stanisław Radziwiłł.
Albrycht Władysław Radziwiłł (1589-1636), fils de Mikołaj Krzysztof Radziwiłł (1549–1616) et de Elżbieta (Halszka) Euphemia Wiśniowiecka, 3e ordynat de Niasvij, pannetier de Lituanie (1620), maître-d'hôtel de Lituanie (1622), castellan de Vilnius (1633).

## Mariage et descendance
Il épouse Anna Sapieha.
Il épouse en secondes noces Anna Zofia Zenowicz.